# Kaiser-Friedrich-Kirche

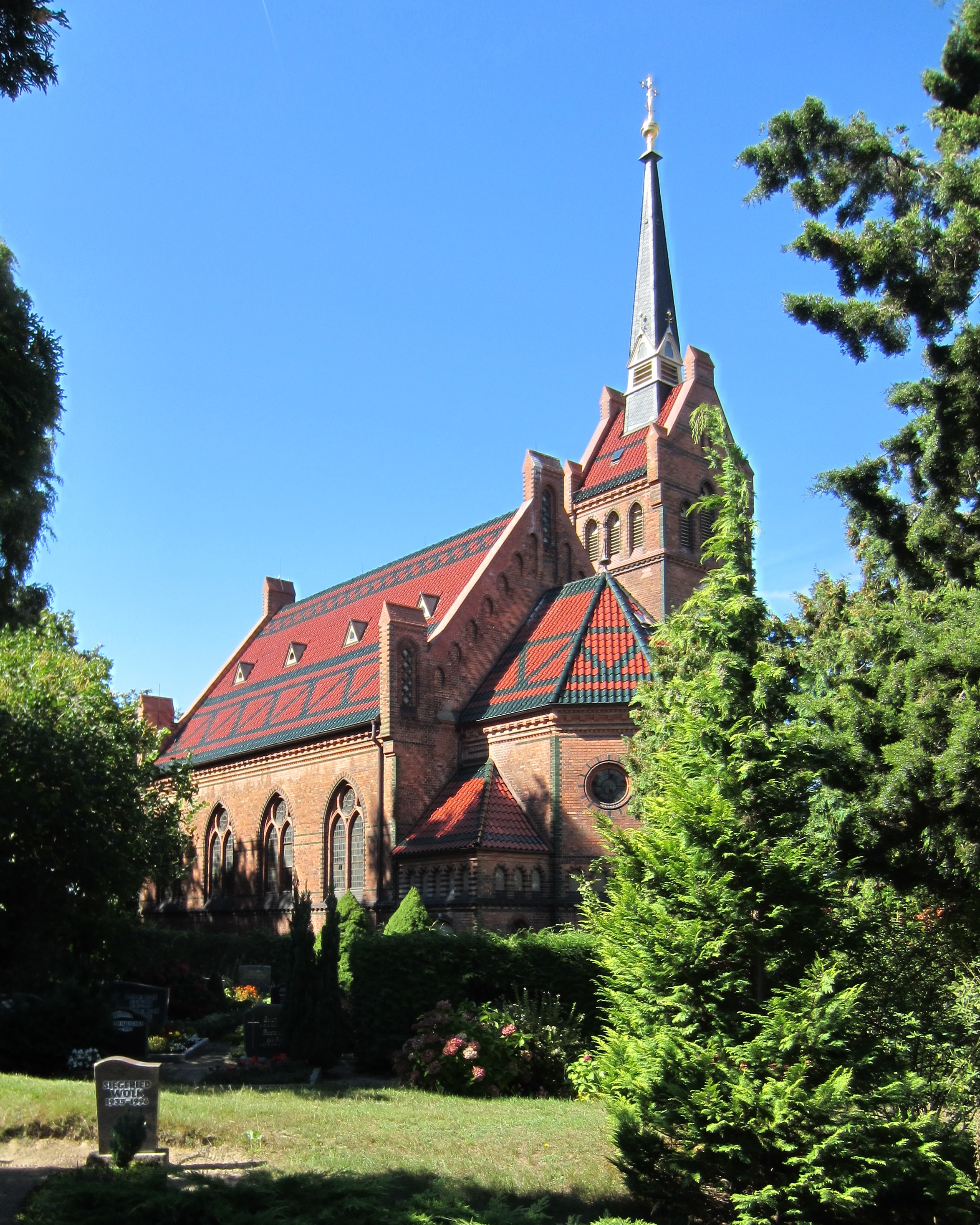
Neue Dorfkirche Golm, Ansicht von Osten

Die Kaiser-Friedrich-Kirche, auch als Neue Dorfkirche Golm bezeichnet, ist ein von 1883 bis 1886 erbautes Kirchengebäude im westlich der Landeshauptstadt Potsdam gelegenen Ortsteil Golm. Der von Kronprinzessin Victoria und Kronprinz Friedrich maßgeblich geförderte Kirchenbau gehört zum evangelischen Kirchenkreis Potsdam der Evangelischen Kirche Berlin-Brandenburg-schlesische Oberlausitz und steht unter Denkmalschutz.

## Lage
Die Kirche steht südöstlich der Geiselbergstraße am Fuß des 68 Meter hohen Reiherberges. Nordöstlich steht in unmittelbarer Nachbarschaft die vom Friedhof umgebene, im Kern mittelalterliche Alte Dorfkirche.

## Geschichte

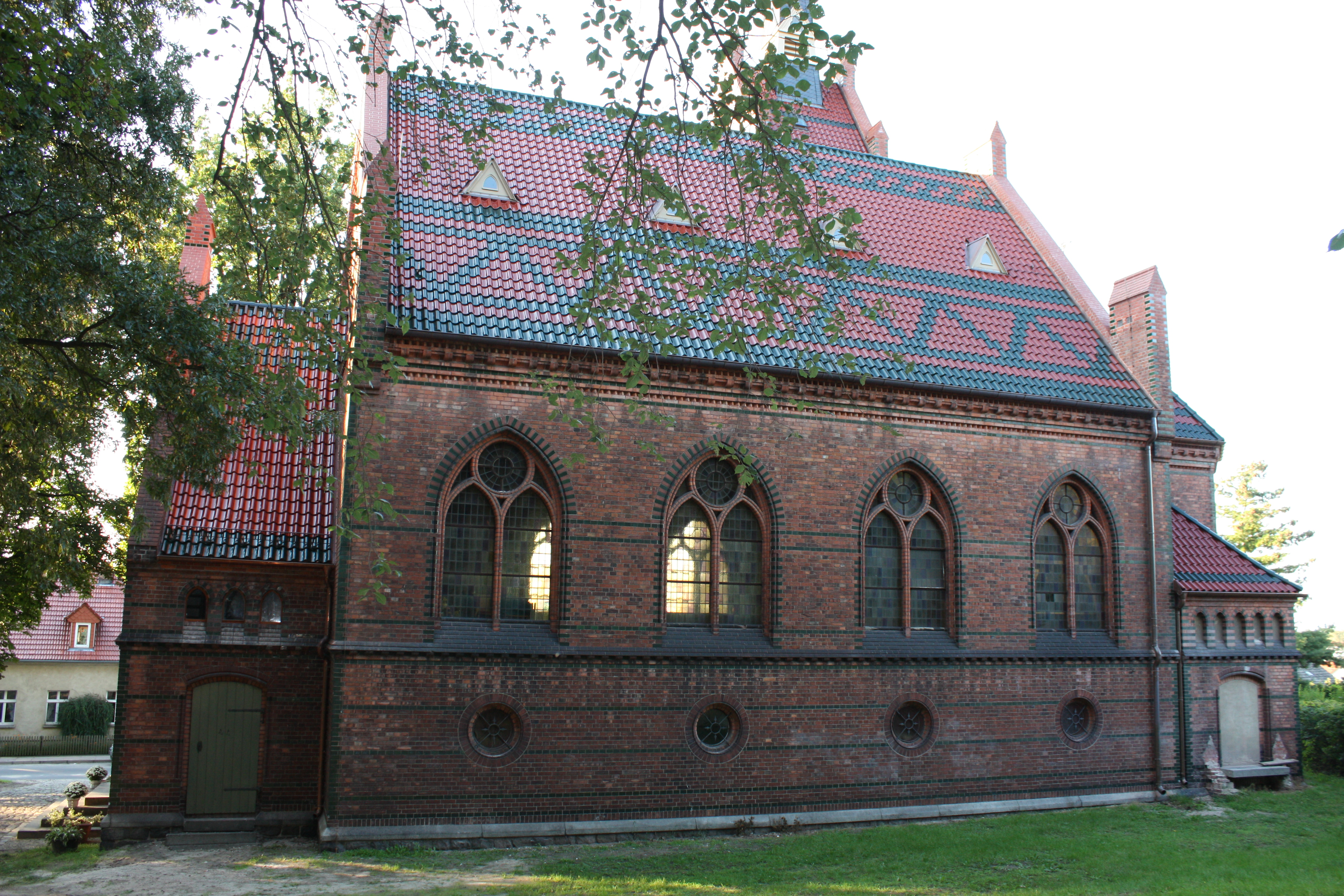
Südostfassade

Die 1289 erstmals urkundlich erwähnte, bis in das 18. Jahrhundert mehrfach umgebaute und erweiterte alte Kirche befand sich zu Beginn der 1880er Jahre in einem schlechten Zustand, an dem auch die für das 19. Jahrhundert überlieferten Reparaturen nichts änderten.
Im Jahr 1882 besichtigte Kronprinz Friedrich mehrfach die alte Kirche und initiierte daraufhin gemeinsam mit seiner Frau den Neubau. Zur Erinnerung an die am 25. Januar 1883 im Neuen Palais begangene Silberhochzeit des Paares erfolgte die Stiftung der Kirche, für deren Bau am 28. Januar 1883 von Kaiser Wilhelm I. die Genehmigung gegeben und 39.000 Mark bereitgestellt wurden.
Die Grundsteinlegung des vom Architekten und Kreisbauinspektor Emil Gette entworfenen neugotischen Backsteinbaus, auf dessen Pläne das Kronprinzenpaar Einfluss nahm, fand am 9. September 1883 statt. Die Einweihung in Anwesenheit der kronprinzlichen Stifter, von Nachfahren der in Golm ansässigen Adelsgeschlechter von der Groeben, von Thümen, von Schlabrendorf und von Schönow sowie zahlreicher prominenter Personen erfolgte 1886. Die alte Dorfkirche blieb als Friedhofskapelle erhalten. In den Jahren danach war die Kirche ein beliebtes Besuchs- und Ausflugsziel der Kaiserfamilie und des Bürgertums.
Am Ende des Zweiten Weltkriegs 1945 erlitt insbesondere der Kirchturm Schäden durch Artilleriebeschuss. Als Spätfolge dieser Beschädigungen musste 1971 der Dachreiter des Kirchturms entfernt werden. In der DDR-Zeit erfolgte die Eindeckung des Kirchendachs mit Betondachsteinen.
In den 2000er Jahren begannen durch den 2002 gegründeten Kirchbauverein umfassende Instandsetzungsarbeiten der Kirche. Nach der Einweihung der Winterkirche 2004 wurden 2006/2007 der Kirchturm teilsaniert, die Turmspitze rekonstruiert und die Turmuhr erneuert.
2010/2011 erhielten die Dächer eine gemusterte Deckung mit glasierten Dachpfannen nach historischem Vorbild. Es schlossen sich Arbeiten am Glockenstuhl, an den Außenanlagen sowie an Regenrinnen und Verblechungen an.

## Architektur

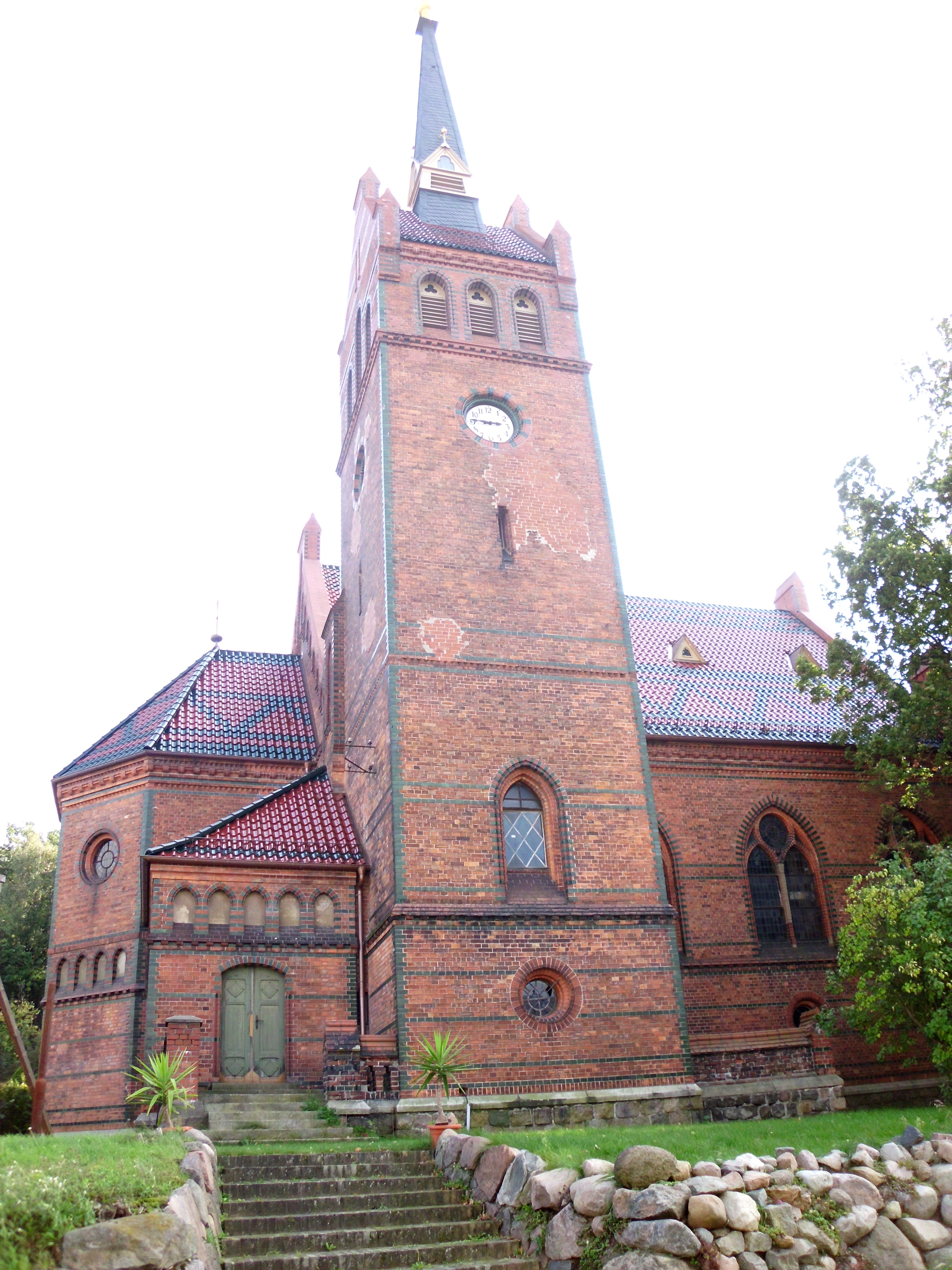
Kirchturm

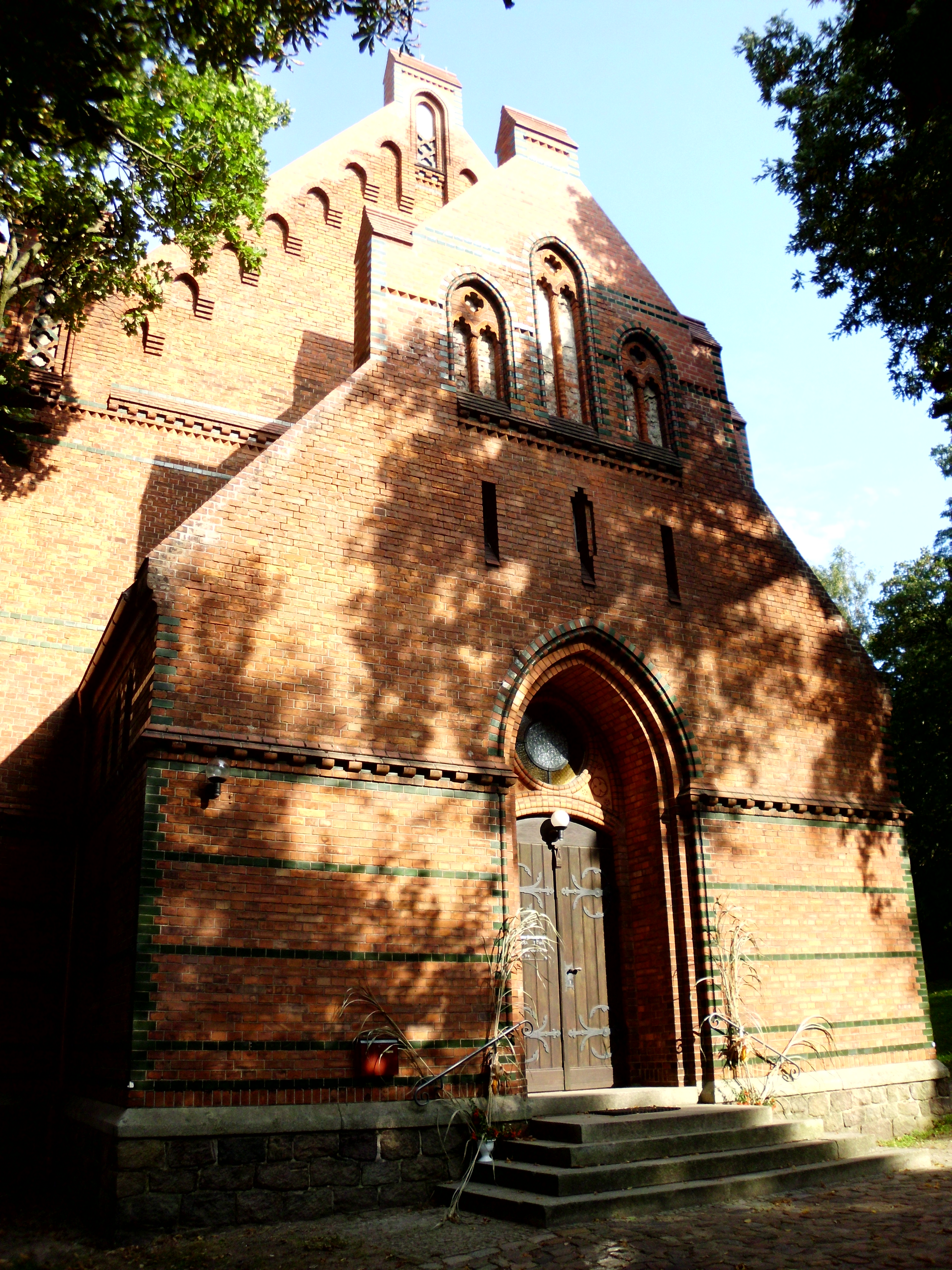
Westportal

Die Ausrichtung der aus roten und glasierten Backsteinen erbauten Kirche folgt nahezu dem Verlauf der Geiselbergstraße, so dass sich der Altarraum im Nordosten befindet. Der bis zur rekonstruierten Spitze 40 Meter hohe Kirchturm ist auf der Nordseite des Kirchenschiffs angeordnet und wirkt damit als Blickpunkt sowohl im Dorf als auch in der flachen Landschaft nördlich des Reiherbergs.
Dem vierjochigen, mit einem hohen Satteldach gedeckten Kirchenschiff ist im Südwesten die niedrigere Vorhalle mit dem Hauptportal angefügt. Dem Eingangsvorbau entspricht im Nordosten der Chor mit Fünfachtelschluss, den die seitlichen Anbauten des Zugangs für das Kronprinzenpaar und der Sakristei flankieren.
Das Kirchenschiff weist über einem niedrigen Feldsteinsockel mit einfachem Gesims entsprechend den innen auf der Nordwest- und Südostseite befindlichen Emporen außen eine zweigeschossige Fensteranordnung auf. Vier breiten zweibahnigen Spitzbogenfenstern der Südostfassade entsprechen unterhalb eines Kaffgesimses vier runde Öffnungen in der Erdgeschosszone, während die Nordwestseite durch den Kirchturm nur drei Fensterachsen besitzt. Die Fassaden sind durch horizontale Streifen aus grün glasierten Ziegeln untergliedert und oben durch ein aus Deutschem Band und mit Formsteinen gebildeten Konsolen bestehendes Traufgesims abgeschlossen.
Der fünfseitige Chor besitzt bis auf drei große, mit Formsteinen profilierte Rundfenster im oberen Bereich der drei Scheitelwände keine Öffnungen. Eine spitzbogige Blendarkade umläuft den Chor und die beiden anschließenden Anbauten, die sich mit ebenfalls spitzbogig abgeschlossenen Fenstern und je einer Tür mit Segmentbogen und vorgelagerter Freitreppe öffnen. Der etwas breitere, mit dem Turm verbundene nordöstliche Anbau ist zusätzlich mit einer schlitzförmigen Fensteröffnung versehen. Im Winkel zwischen beiden Bauteilen befindet sich hinter einem Regenfallrohr eine weitere Fensteröffnung.
Die Gliederung des Turms folgt in den unteren Geschossen der des Kirchenschiffs, lediglich das Spitzbogenfenster im ersten Obergeschoss weicht durch seine geringere Größe und die nicht vorhandene Unterteilung davon ab. Im Südwesten öffnet sich über einer segmentbogigen Tür mit vorgelagerter Terrasse eine Dreiergruppe kleiner Schlitzfenster. Der Turmschaft oberhalb der Traufe des Kirchenschiffs ist schmucklos und besitzt bis auf axial angeordnete Fensterschlitze und Rundblenden mit den Zifferblättern der Turmuhr keine Öffnungen. Das Glockengeschoss bildet sich mit jeweils drei spitzbogigen Schallöffnungen oberhalb eines Gurtgesimses an den Turmfassaden ab. Oberhalb begrenzen im Südwesten und Nordosten steile Giebel mit Streifen aus grün glasierten Ziegeln und jeweils zwei Schlitzfenstern das Satteldach des Turms, das den rekonstruierten, steil pyramidenförmigen Dachreiter mit Kugel und Turmkreuz trägt, der im unteren Bereich mit übergiebelten Schallöffnungen versehen ist.
Der Anbau im Westen mit dem spitzbogigen Hauptportal folgt in der Neigung seines Giebels den mit ansteigenden Spitzbogenfriesen geschmückten Schiffsgiebeln, deren Fußpunkte und Spitzen blendengeschmückte Aufsätze tragen. Die Traufseiten des Westanbaus greifen nochmals das Motiv der spitzbogigen Blendarkaden der Ostfassade auf. Oberhalb des über eine Freitreppe zugänglichen Portals ist die Fassade mit drei Fensterschlitzen geöffnet und von einer Dreiergruppe zweibahniger Spitzbogenblenden bekrönt.
Die Dächer der Kirche und des Turms sind mit glasierten, im Muster verlegten Dachpfannen gedeckt. Der Dachreiter des Turms besitzt eine Schieferdeckung.

## Innenraum und Ausstattung
Über den im Westanbau befindlichen Vorraum ist der Kirchenraum zugänglich. Das Kreuzrippengewölbe des vierjochigen Saals tragen an den Längswänden nach innen gezogene Strebepfeiler mit kurzen, auf Konsolen ruhenden Diensten, zwischen denen hölzerne Emporen eingespannt sind. Die zweigeteilten Strebepfeiler vereinigen sich in der Kämpferzone der Gewölbe über viertelkreisförmigen Bögen.
Der profilierte Triumphbogen ist durch den Wechsel roter und grün glasierter Backsteine ausgezeichnet. Der dahinter liegende, durch drei Rundfenster belichtete Chor schließt oben mit einem Sterngewölbe ab. Unterhalb der runden Fenster befinden sich in drei Wandfeldern Malereien, die biblische Szenen aus der Hochzeit zu Kana zeigen. Sie wurden von Otto Knille entworfen, die Ausführung erfolgte 1887 durch seine Schüler Georg Ludwig Meyn und Otto Dannenberg. Die Auswahl des Motivs folgte der Silberhochzeit des Kronprinzenpaars als Anlass der Kirchenstiftung.
Die Ausstattung der Kirche stammt einheitlich aus der Bauzeit. Die Orgel mit dem neugotischen Prospekt auf der hölzernen Westempore wurde 1886 von dem Potsdamer Orgelbauer Carl Eduard Gesell geschaffen und ist bis auf die im Ersten Weltkrieg durch Zinkpfeifen ersetzten originalen Prospektpfeifen aus Zinn im Ursprungszustand erhalten.
Das Kronprinzenpaar besaß einen separaten, neben dem Turm gelegenen Zugang zur Kirche, der mit einem eigenen WC ausgestattet war, dessen bauzeitliche Fensterverglasung erhalten geblieben ist. Die Schiebetür zur Gästeloge gehört ebenfalls noch zur Originalausstattung.
In die Kirche überführte Grabsteine gehörten zu Gräbern, die sich ursprünglich im Altarbereich der alten Dorfkirche befanden. In der Turmhalle befindet sich ein figürlicher Doppelgrabstein von 1449 eines Ehepaars von Schönow, der Darstellungen des Mannes und der Frau mit Wappen als Flachrelief unter Arkaden mit Astwerkbekrönung zeigt. Auf dem Epitaph des Hans Erdmann von Thümen in der Vorhalle befindet sich ein Hochrelief des 1620 Verstorbenen als gerüstete Ganzfigur.